# Johann Gerstner
Johann Gerstner (17. srpna 1851, Žlutice – 9. ledna 1939, Lublaň, Království Jugoslávie) byl český houslista a hudební pedagog.

## Životopis
Johann (Hans) Gerstner se narodil ve Žluticích (č.p. 137, dnešní budova galerie a knihovny), kde je rodina Gerstnerových známá po dvě generace zpátky. Gerstnerova matka byla Antonia Gerstnerová, narozená Anně (roz. Pickertové) a Johannovi Springerovi, který byl ve Žluticích městským ševcovským mistrem. Gerstnerův otec, Anton Gerstner, své zaměstnání bednáře převzal po svém otci Josephovi Gerstnerovi, který se oženil s Johannou, rozenou Wenzlovou.
Od šesti let začal navštěvovat obecnou školu a už po několika málo dnech vážně onemocněl. Po aplikaci 4 pijavic, které mu dali na tělo, tak hluboce usnul, že ho lékař prohlásil za mrtvého.
Jako žák obecné školy byl malý Johann tři roky ministrantem ve farním kostele sv. Petra a Pavla.
Protože se mu hodně líbila hudba, poprosil ve svých devíti letech rodiče, aby mu koupili housle a umožnili výuku hry na housle. Takže jako vánoční dárek dostal housle a začal se učit u Karla Rohma, který byl vysloužilým vojenským kapelníkem. Protože se Gerstner po dvou letech také naučil hrát na pikolu, stal se členem kapely.
Podle Gerstnerových vzpomínek, za zahradou kde žila Gerstnerova rodina, bydlel krejčí, jehož prvorozeným synem byl pozdější žák pražské konzervatoře a úspěšný houslista a pedagog Emanuel Wirth. O prázdninách E. Wirth každý den několik hodin cvičil na housle a mladší Johann jej tajně poslouchával. Jednou ho Wirth zpozoroval a půjčil mu svoje housle. Poté, co mu Johann něco zahrál, prohlásil o něm Wirth, že má velmi dobrý hudební sluch a talent, ale nelíbilo se mu Johannovo držení houslí.
V obecné škole byl jeho učitelem Prokop Stark, který měl na starosti kostelní kůr a tak Gerstener hrál na housle na slavnostních mších. Později se Gerstner dozvěděl, že v Bochově v zimních měsících vyučuje hře na housle velmi dobrý houslista, člen teplického lázeňského orchestru, takže Gerstner k němu dvakrát týdně chodil pěšky na hodiny.
Rodiče Johanna nutili do nějakého řemesla, otec mu poradil, ať se jde učit k Wirthovu otci na krejčího. Johann však do učení nechtěl a úpěnlivě prosil rodiče, aby mu dovolili stát se hudebníkem. I nadále tak chodil do houslí ke Karlu Rohmovi a pro přivýdělek hrával na plesech a koncertech.
Ve Žluticích zůstal Gerstner do svých třinácti let, v roce 1864 se přihlásil na pražskou konzervatoř, která byla v té době jedna z nejlepších hudebních institucí. Na konzervatoři studoval hru na housle do roku 1870, ve třídě tenkrát dvou nejuznávanějších houslových pedagogů – Moritze Mildnera a Antonína Benewitze, kteří vychovali všechny nejslavnější české houslisty té doby, kteří proslavili pražskou houslovou školu ve světě. Na začátku září 1870 se Gerstner stal členem Bennewitzova kvarteta (Bennewitz, Gerstner, Horák, Hegenbart), ve kterém se seznámil se špičkovými díly tehdejších českých skladatelů, mnohokrát přímo z rukopisů. Byl také členem německého operního orchestru.
V září 1871 Gerstner odešel do Lublaně, kde začal působit jako ředitel orchestrů Zemského divadla a jako houslový pedagog na škole Filharmonické společnosti. Během svého života se seznámil s největšími osobnostmi tehdejšího hudebního života v Evropě, s nimiž udržoval přátelské styky až do své smrti. Vedle Hanse Richtra, Wilhelma Burmestra, Josepha Joachima, Adolfa Buscha, Roberta Stolze a dalších byl jeho blízkým přítelem i Gustav Mahler, který byl v sezóně 1881/1882 v Lublani dirigentem divadelního orchestru. Gerstner byl i později častým hostem na jeho koncertech, také dohromady koncertovali v duu – Gerstner na housle, Mahler na klavír. Během svého působení v Lublani se nejvíce věnoval pedagogické činnosti. Vyučoval dokonce na deseti výchovně vzdělávacích institucích. Jenom na hudební škole Filharmonické společnosti vychoval za 48 let více než 1 000 žáků – houslistů. Jeho nejúspěšnějším žákem byl Slovinec Leo Funtek, který si vybudoval kariéru v Helsinkách ve Finsku jako houslista, dirigent a skladatel. Gerstner byl aktivní i jako koncertní houslista, spolupracoval na více než 700 koncertech. Vedl komorní večery a hrál první housle na 154 takovýchto představeních. Dlouhých čtyřicet let hrál každou neděli na housle také na lublaňském hlavním kůru. Kromě toho byl 25 let také krajský zástupce společnosti Richarda Wagnera v Lublani.
V Lublani se Gerstner oženil s Johannou Gnezda (Gnesda), dcerou majitele hotelu Slon. Narodili se jim tři děti: Edith později provdanou Hamann, Marii později provdanou Flaecher a Hanse Gerstnera mladšího.
Navzdory svým zásluhám a vyznamenání od císaře Františka Josefa I. v roce 1902, prožil Gerstner svoje stáří v chudobě. Majetek jeho ženy z prodeje hotelu byl uložen ve vojenské záložně, avšak kvůli válečným poměrům nenesl žádný výnos, proto byl Gerstner donucen prodat všechny své cennosti – dokonce i svoje koncertní housle. Kvůli velice nízkému důchodu živil výukou žáků celou svojí rodinu až do osmdesáti tří let. Po opakovaných žádostech Filharmonické společnosti o zvýšení důchodu, se konečně dočkal až v roce 1921. Johann (Hans) Gerstner zemřel 9. 1. 1939 v Lublani.

## Význam
Hans Gerstner svými houslovými dovednostmi a pedagogickými znalostmi otevřel cestu rozvoje houslového umění ve Slovinsku. Položil první, ale velmi důležité základy, na kterých stavěly všechny další generace houslových pedagogů.
Za svého života nebyl Gerstner za svoji snahu a nezištnou obětavost doceněn, a to také protože byl německého původu v době, kdy byli Němci ve Slovinsku velice neoblíbeni. Nicméně byl Lublaňan, však tam prožil většinu svého života a založil si tam rodinu. I když velmi přispěl k rozvoji slovinské kultury, za svého života nezískal místo, které by mu náleželo.